# 장안산
장안산(長安山)은 전북특별자치도 장수군에 있는 높이 1,237m의 산이다. 장안산은 일명 영취산(靈鷲山)이라고 하며, 장수, 번암,계남, 장계 등 4개 면의 중앙에 위치하고 백두대간이 뻗어 전국의 팔대 종산중 제일 광활한 면적을 점유하고 있다.1986년 8월 18일에 군립공원으로 지정되었다.
무룡궁이란 곳이 있어 금강과 섬진강의 가장 먼 분수지이다. 무룡이란 용이 춤을 춘다는 말로 이재에서 장안산으로 향하는 기세가 마치 용이 하늘로 오르는 기상이라서 붙여진 이름이다.
산마루 입수처에서는 천지수라는 샘이 있고, 산의 좌우편에는 옥지수라는 샘이 있다. 또한 장안산 산봉을 일명 금봉이라고 하는데 장계면 무룡고개, 계남면 괴목, 번암면 지지, 덕산계곡에서 오르는 등산로가 있다.

## 위치
장수군의 동쪽에는 소백산맥을 따라서 솟아 있는 시루봉(1,162m)·남덕유산(1,507m)·기태봉(1,015m)·백운산(1,279m)·봉화산(919.8m) 등이 경상남도 함양군과 경계를 이룬다. 장계 동쪽의 육십령(734m)은 소백산맥을 넘어 함양군과 연결하는 고개이다. 서쪽에는 천반산(647m)·성수산(1,060m)·팔공산(1,151m) 등이 솟아 있어 진안군과 경계를 이룬다.
북쪽으로 깃대봉(930m)·백화산(851m)·봉화산(786m)·장안산(1,237m)·마봉산(724m)·사두봉(1,015m)·묘복산(846m) 등의 높은 산들이 있는데 786m의 봉화산과 919.8m의 봉화산은 같은 장수군에 걸쳐 있지만 백두대간의 다른 산맥이다. 그래서 옛부터 혼동으로 함양군 경계에 있는 봉화산을 1,237m의 장안산으로 불리기도 하였다.

## 지명 유래
장안산이라는 산 이름은 불교의 영향에서 유래된 것으로 보인다. 특히 전북 장수군에는 장안산과 영취산, 백화산, 법화산 등 불교적인 의미를 가진 산들이 많다.

## 같이 보기
- 봉화산 (전북)
- 법화산 (전북)
- 한국의 산
- 금남호남정맥

## 참고
1. ↑  안 경호. 《한국100명산 p355》.
2. ↑  “후백제 불교 미술과 그 아픔”. 전북일보. 2014년 12월 2일. 2018년 3월 19일에 확인함.